# 러시아 해군 보병
러시아 해군 보병(-海軍步兵, 러시아어: Морская пехота России)은 러시아 해군의 상륙부대이다. 러시아 최초의 해군 보병은 1705년 창설되었으며 그 이후로 나폴레옹 전쟁, 크림 전쟁, 러일 전쟁, 제1차 및 제2차 세계 대전에 참전했다. 고르시코프 해군장성의 지휘 아래 소비에트 해군은 해군 보병의 거리를 넓혀나가면서 거리를 넓혀온 세계적 지역들을 수차례 파괴하였다.

## 역사
러시아 제국 시대의 러시아 해군 보병에 관해 알려진 내용은 거의 없는데, 그 이유는 당시 설립된 부대들 다수가 파괴되거나 고정된 러시아 전함 중 필요 이상의 선박으로 구성되었기 때문이다.
러시아 해군의 역사는 이반 4세가 스트렐치 해병 특수팀을 자신의 소함대 선박의 일부로 꾸린 16세기로 거슬러 올라간다.

### 제2차 세계 대전
제2차 세계 대전 중 약 350,000명의 소련 해군 선운들은 육상에서 싸웠다. 전쟁 초기에 해군은 발틱 함대에서 해군 보병 여단이 하나밖에 없었으나 다른 대대를 창설하고 훈련시키기 시작했다.

## 부대
- 태평양 함대
  - 제40해군보병여단
  - 제155해군보병여단
- 발트 함대
  - 제336해군보병여단
- 북방함대
  - 제61해군보병여단
- 흑해함대
  - 제810해군보병여단
- 카스피 소함대
  - 제177해군보병연대

## 같이 보기
- 잠수부
- 2008년 러시아 군사개혁

## 추가 문헌
- Независимое военное обозрение. Сокращение и плюс к этому расформирование
- Морская пехота. Состав и дислокация. Часть 1: Часть 2
- Журнал «Морской пехотинец»
- Три века славных дел
- http://www.flamesofwar.com/Default.aspx?tabid=108&art_id=1197&kb_cat_id=100
- https://informnapalm.org/en/russian-marines-palmyra/
- https://www.almasdarnews.com/article/russian-marines-replace-syrian-army-aleppos-castillo-highway/ 보관됨 2019-02-23 - 웨이백 머신